# Agapetes moorei
Agapetes moorei är en ljungväxtart som beskrevs av William Botting Hemsley. Agapetes moorei ingår i släktet Agapetes och familjen ljungväxter. Inga underarter finns listade i Catalogue of Life.